# Davit Kajaia
Davit "Data" Kajaia (Georgisch: დავით "დათა" ქაჯაია) (Tbilisi, 10 januari 1984) is een Georgisch autocoureur. Hij is vooral bekend van het winnen van de Legend SuperCup in 2014 en de European Touring Car Cup in 2015.

## Carrière
Kajaia begon zijn autosportcarrière in de Georgische Speed Slalom in 2004. In 2005 werd hij derde in dit kampioenschap achter het stuur van een BMW M3 en in 2006 won hij de nationale titel. In 2007 maakte hij de overstap naar het circuitracen in Georgië en werd derde in het nationale kampioenschap in een Honda Civic 1600. In dezelfde auto werd hij derde in het nationale rallykampioenschap. In 2010 en 2011 domineerde hij het nationale kampioenschap. Na de reconstructie van het Georgische circuit Rustavi International Motorpark in 2011 stapte hij in bij een van de nieuwe nationale raceteams, de MIA Force en won zijn eerste race in het legend car racing. In 2012 bleef hij deelnemen aan het nationale legend car-kampioenschap en nam ook deel aan diverse Europese races in deze klasse. Hij eindigde als tweede in zijn thuisland en won het Europese kampioenschap. In 2013 won hij beide kampioenschappen.
In 2014 bleef Kajaia rijden in het nationale kampioenschap en kwam tevens uit in de Legend SuperCup, onderdeel van de nieuwe Acceleration 2014. In totaal won hij elf van de 24 races en werd op dominante wijze kampioen met 950 punten, maar liefst 422 punten meer dan zijn als tweede geëindigde landgenoot Konstantine Koliashvili. Daarnaast reed hij ook in de eveneens door Acceleration georganiseerde MW-V6 Pickup Series tijdens het raceweekend op de Slovakiaring en won hier de eerste race van het weekend.
In 2015 maakte Kajaia de overstap naar de European Touring Car Cup, waarbij hij in de TC2T-klasse uitkwam voor het Liqui Moly Team Engstler in een BMW 320 TC. Hij won negen van de twaalf races in het kampioenschap en stond in de overige races ook allemaal op het podium. Hierdoor werd hij overtuigend kampioen met 149 punten.
In 2016 maakt Kajaia zijn debuut in de TCR International Series voor Engstler in een Volkswagen Golf TCR.